# Tablada
Tablada est un quartier de la ville andalouse de Séville, en Espagne. Il appartient au district de Los Remedios.
Il se trouve au sud de la zone réservée à la Feria de Abril et compte 1 520 habitants. Dans le quartier se trouve une base de l'armée de l'air.